# Вест-Гамлін (Західна Вірджинія)
Вест-Гамлін (англ. West Hamlin) — місто (англ. town) в США, в окрузі Лінкольн штату Західна Вірджинія. Населення — 524 особи (2020).

## Географія
Вест-Гамлін розташований за координатами 38°17′6″ пн. ш. 82°11′52″ зх. д. / 38.28500° пн. ш. 82.19778° зх. д. (38.284874, -82.197814).  За даними Бюро перепису населення США в 2010 році місто мало площу 1,43 км², з яких 1,38 км² — суходіл та 0,05 км² — водойми.

## Демографія
Згідно з переписом 2010 року, у місті мешкали 774 особи в 356 домогосподарствах у складі 211 родини. Густота населення становила 540 осіб/км².  Було 395 помешкань (276/км²).
Расовий склад населення:
| - 98,3 % — білих - 0,1 % — чорних або афроамериканців |

До двох чи більше рас належало 1,6 %. Частка іспаномовних становила 0,9 % від усіх жителів.
За віковим діапазоном населення розподілялося таким чином: 23,0 % — особи молодші 18 років, 58,5 % — особи у віці 18—64 років, 18,5 % — особи у віці 65 років та старші. Медіана віку мешканця становила 42,6 року. На 100 осіб жіночої статі у місті припадало 77,9 чоловіків;  на 100 жінок у віці від 18 років та старших — 80,1 чоловіків також старших 18 років.
Середній дохід на одне домашнє господарство  становив 26 605 доларів США (медіана — 16 094), а середній дохід на одну сім'ю — 31 166 доларів (медіана — 15 114). За межею бідності перебувало 48,7 % осіб, у тому числі 61,8 % дітей у віці до 18 років та 23,2 % осіб у віці 65 років та старших.
Цивільне працевлаштоване населення становило 209 осіб. Основні галузі зайнятості: роздрібна торгівля — 26,8 %, освіта, охорона здоров'я та соціальна допомога — 16,3 %, транспорт — 13,9 %, мистецтво, розваги та відпочинок — 12,0 %.